# Shipwrecked (película de 1926)
Shipwrecked es una película muda de aventuras romántica estadounidense de 1926 dirigida por Joseph Henabery y protagonizada por Seena Owen y Joseph Schildkraut. Está basado en la obra Shipwrecked de Langdon McCormick y fue lanzado a través de Producers Distributing Corporation.

## Reparto
- Seena Owen como Lois Austin.
- Joseph Schildkraut como Larry O´Neil.
- Matthew Betz como el Capitán Klodel.
- Clarence Burton como Red Gowland.
- Laska Winter como Zanda.
- Lionel Belmore como John Beacon.
- Erwin Connelly como Chumbley.

## Preservación
Shipwrecked se conserva en la Biblioteca del Congreso en su campus de Packard.